# 波部忠重
波部 忠重（はべ ただしげ、1916年3月21日 - 2001年12月29日）は、日本の貝類学者。日本貝類学会名誉会長、日本動物分類学会名誉会員、勲三等瑞宝章受章者。
20世紀後半の日本における代表的貝類学者の一人として知られ、日本産の貝類の分類学的研究を主に手がけ、1600以上の分類群（科、属、種など）を記載した。また専門の研究者だけではなく、アマチュアの研究者や愛好家への指導も広く行って後進の育成に力を注いだ。また、昭和天皇が相模湾で収集した貝類コレクションを『相模湾産貝類』（1971年）として黒田徳米・大山桂らと共にまとめたことでも知られる。

## 生涯
1916年（大正5年）3月21日、兵庫県多紀郡日置村（現：丹波篠山市）に生まれる。
大阪府立池田師範学校時代（1934年-1936年）に同級生に誘われて徳之島に昆虫採集に出かけた際、肝心の昆虫が採れずに海岸で貝を拾ったのがきっかけで貝の美しさに魅了され、貝類の勉強を始めた:自序。
1936年に池田師範学校を卒業して大阪府堺高等小学校訓導となり、1939年に京都帝国大学理学部（動物学）選科に入学。この頃の京都大学の動物学教室には当時日本の貝類学の泰斗である黒田徳米がおり、その下で貝類の生態や分類の研究を始めた。
1949年に京都大学助手に就任。1957年に同大で「内湾の貝類遺骸の研究」の論題で理学博士の学位を取得し、同じ年に九州大学理学部附属天草臨海実験所に助教授として着任。
1952年、黒田徳米と共に作成した日本産海産貝類の総目録 "Check list and bibliography of the recent marine mollusca of Japan" (Edited by Leo. W. Stach)（通称「チェックリスト」）が出版された。この書により日本産海産貝類の種類や分布の概要、およびそれらのソースとなる関連文献等の基本的な情報が整理され、広く利用できるようになった。これは連合国軍最高司令官総司令部（GHQ）天然資源局から、国内資源の基礎資料として海産貝類と腕足類の総リストを作成せよとの命を受けて作成されたもので、貝類は黒田と波部が、腕足類は畑井小虎が担当し、貝類のリストは完成まで5年を要した。
1961年に保育社から『続・原色日本貝類図鑑』を出版。「波部図鑑」と通称され、先行書の吉良哲明著「原色日本貝類図鑑」（通称：吉良図鑑）と並び、20世紀後半の日本におけるバイブル的貝類図鑑として利用され、何度も版が重ねられた。またこれらの2書は同社から "Shells of the western Pacific in colour Vol, I, Vol. II" の書名で英訳版も出版され、西太平洋産の貝類図鑑として海外でも広く使われた。
1962年に国立科学博物館へ移り、1980年に定年退職となるまで勤めた。退官後、東海大学教授などを務めて、後進の指導にあたった。1986年に、70歳で勲三等瑞宝章を授与された。
1979年から日本貝類学会の会長を8期16年にわたって務め、その発展を牽引した。1996年に同会の名誉会長に推戴。
2001年12月27日に発作によって倒れ、聖マリアンナ医科大学病院に搬送されたが、2日後の12月29日に脳出血によって死去。享年85。

### 年表
- 1916年（大正5年）3月21日 兵庫県多紀郡日置村（現：丹波篠山市）で生誕。
- 1934年（昭和8年）兵庫県立鳳鳴中学校卒業、大阪府池田師範学校入学。
- 1936年（昭和11年）大阪府立池田師範学校専攻科卒業、大阪府堺高等小学校訓導就任。
- 1939年（昭和14年）京都帝国大学理学部（動物学）選科入学。
- 1941年（昭和16年）京都帝国大学理学部（動物学）選科終了。
- 1948年（昭和23年）京都大学副助手（理学部動物学）。
- 1949年（昭和24年）京都大学助手。
- 1952年（昭和27年）"Check list and bibliography of the recent marine mollusca of Japan" 出版。
- 1957年（昭和32年）京都大学より理学博士の学位を取得。九州大学助教授、理学部天草臨海実験所に転任。
- 1961年（昭和36年）『続・原色日本貝類図鑑』初版刊行。
- 1962年（昭和37年）国立科学博物館（第一研究部動物学科）に転任。
- 1963年（昭和38年）国立科学博物館 主任研究官。日本貝類学会副会長（1979年まで）。
- 1965年（昭和40年）国立科学博物館 動物学第二研究室室長。九州大学理学部教授併任（1967年まで）。
- 1971年（昭和46年）『相模湾産貝類』（黒田徳米・大山桂らと共著）刊行。
- 1978年（昭和53年）国立科学博物館 動物学研究部部長。
- 1979年（昭和54年）日本貝類学会会長（1995年まで）。
- 1980年（昭和55年）国立科学博物館 定年退官し客員研究員。東海大学海洋学部水産学科教授。
- 1984年（昭和59年）東海大学 定年退職。東海大学特任教授（1989年まで）。
- 1985年（昭和60年）東海大学自然史博物館館長（1988年まで）。
- 1986年（昭和61年）勲三等瑞宝章授与。
- 1995年（平成7年）日本貝類学会名誉会長。
- 2001年（平成13年）7月、自身が記載した全分類群の記載文を纏めて「波部忠重記載の貝類」として出版。
- 2001年（平成13年）12月27日聖マリアンナ医科大学病院で脳出血により逝去。

## 主な著書
- 『日本産貝類概説』第1-3冊  (1951-1952年、貝類文献刊行会)
- 『続・原色日本貝類図鑑』 (1961年、保育社)
- 『原色世界貝類図鑑 北太平洋編』 (1965年、保育社) 伊藤潔と共著
- 『原色世界貝類図鑑 熱帯太平洋編』 (1966年、保育社) 小菅貞男と共著
- 『カラーブックス157　日本の貝』 (1968年、保育社)
- 『相模湾産貝類』（1971年、丸善）生物学御研究所編/黒田徳米・大山桂と共同執筆
- 『カラー自然ガイド 貝の博物誌』 (1975年、保育社)
- 『二枚貝綱/掘足綱―日本産軟体動物分類学』 (1977年、北隆館)
- 『軟体動物学概説』 上下 (1994-1999年、サイエンティスト社) 西脇三郎・奥谷喬司と共著